# The Raelettes
The Raelettes – żeńska grupa muzyczna, której działalność obejmuje lata 50., 60., 70. i 80. Występowała ona jako wokal wspierający amerykańskiego artysty Raya Charlesa. Jej członkiniami w oryginalnym składzie były: Darlene McCrea, Margie Hendrix, Patricia Lyles i Gwendolyn Berry. Wśród późniejszych wokalistek były: Mable John, Merry Clayton i Susaye Greene. W latach 80. The Raelettes tworzyły: Avis Harrell, Madlyne Qubeck, Estella Yarobourgh, Trudy Cohran i Pat Peterson, które wystąpiły z Charlesem na jednym z jego największych koncertów, zagranym w 1981 roku. Na koncercie tym Charlesowi towarzyszyła słynna Edmonton Symphony Orchestra, a cały występ transmitowany był przez telewizję KCET oraz wydany na DVD jako Ray Charles Live: In Concert with the Edmonton Symphony.
Mimo iż piosenki The Raelettes nie cieszyły się popularnością, kilka ich utworów zajmowało pozycje na listach przebojów. Niektóre z członkiń grupy zdecydowały się na kariery solowe, jednak nie odniosły większych sukcesów. Według biograficznego filmu Ray, zespół nim stał się The Raelettes, nosił nazwę The Cookies. Zmiana nastąpiła dopiero wtedy, gdy członkinie zaczęły nagrywać z Charlesem w Nowym Jorku.

## Single
- "One Hurt Deserves Another" (#67)
- "I Want To (Do Everything For You)" ("Keep It To Yourself") (#92)
- "Bad Water" ("That Goes To Show You") (#53)
- "I've Been Gett'n Along Alright" ("All I Need Is His Love") (#23)
- "I Want to Thank You" (#101)
- "Leave My Man Alone" ("Here I Go Again")